# Arrangeur
Ein musikalischer Arrangeur ist der Einrichter der Instrumentierung und/oder der Gesangsparts einer Komposition. Er erstellt ein musikalisches Arrangement, wenn der Komponist es nicht selbst machen möchte beziehungsweise nicht über das spezielle Know-how verfügt. Ein Arrangeur fügt einer Komposition oft eigene Ideen hinzu und wird somit zu einem wichtigen Mitgestalter.

## Anteil der Werke
Der Anteil von nicht durch den Komponisten selbst arrangierte und instrumentierte Werke wird auf weit über 50 Prozent geschätzt. Selbst Leonard Bernstein ließ seine West Side Story von Sid Ramin und Irwin Kostal arrangieren. Das Arrangement von George Gershwins Rhapsody in Blue stammt von Ferde Grofé.
Dem Arrangeur steht es oft frei, Teile zu verändern, zu reharmonisieren und sogar neue Teile einzufügen, solange er dabei den Charakter des Werks nicht verändert. Mitunter entsteht hierbei eine eigene, wiederum urheberrechtlich geschützte Bearbeitung. Die genauen Definitionen einer Bearbeitung im urheberrechtlichen Sinne findet man bei der GEMA.

## Ausbildung
Der Arrangeur ist meist selbst ein gut ausgebildeter Instrumentalist und verfügt über ein umfassendes Wissen über die einzelnen Musikinstrumente, deren gut klingende und spielbare Bereiche, Kenntnisse über musikalische Stilistiken und Kompositionsformen und ist nicht selten auch Komponist von eigenen Werken. Oft übernimmt der Arrangeur auch das Dirigat seiner Bearbeitung, d. h. der Arrangeur dirigiert das Orchester bzw. die Band selbst und erarbeitet mit den Musikern die vom Komponisten oder Produzenten gewünschte Interpretation des Arrangements.

## Grundlagen der Arrangementserstellung
Grundlage der Erstellung eines Arrangements im klassischen Sinne ist das Notenlesen und -schreiben, Kenntnisse über Harmonielehre, Tonsatz, Interpretation und Phrasierung. Manche Arrangeure arbeiten nach alter Tradition eng mit einem Notisten/Kopisten zusammen, der nach der Ausarbeitung des Gesamtarrangements (in Partiturform) die einzelnen Instrumentalstimmen aus der Partitur herausschreibt und entsprechend der jeweiligen Transposition des Instrumentes einzeln ausnotiert. Mittlerweile arbeiten die meisten Arrangeure mit Computer und einem modernen Notensatzprogramm, mit dem man sowohl die Partitur als auch die Einzelstimmen ausdrucken kann.
In der modernen Musikproduktion ist der Arrangeur meist Komponist, Musiker und Produzent in einer Person, da die Musikproduktionen oft im eigenen Tonstudio am Rechner produziert werden und hier die Übergänge fließend sind. Auch das „Schreiben“ von Noten hat hier kaum noch Bedeutung. Vielmehr definiert hier der Arrangeur, welches Instrument zu welchem Zeitpunkt mit welchem Sound gespielt wird. Im Tonstudio-Alltag arbeitet der Arrangeur, so er denn nicht selbst der Produzent ist, mit dem auftraggebenden Produzenten oder Künstler/Komponisten eng zusammen und setzt deren musikalisch-ästhetische Wünsche um.
In der modernen Filmmusik ist der Arrangeur oft auch Komponist und Keyboarder in einer Person. In sogenannten „MIDI-Arrangements“ stellt er dem Regisseur seine Kompositionen und Arrangements vor. Demzufolge haben Komponisten und Arrangeure dieses Genres meist neuste Sampling-Technik (hier seien vor allem große Orchester-Libraries genannt) in ihren Tonstudios zur Verfügung.
Es gibt unter der Gruppe der Arrangeure auch Spezialisten, die für musikalische Teilbereiche Arrangements erarbeiten, z. B. Vokal-Arrangeure, Streicherarrangeure, Brass- oder Bläserarrangeure etc.
Seit ein paar Jahren gewinnen die Musical-Arrangeure mehr und mehr an Bedeutung für die Produzenten, da sie mit Hilfe von neuer Technik (u. a. Computer und Keyboards) bisherige Broadwayorchester von einst mit 25–35 Musikern aus Kostengründen verkleinern auf max. 15 Musiker. In der Filmmusik werden die Orchester-Arrangements meist in MIDI-Arrangements vorproduziert und dann vom Orchester eingespielt.
Außerdem ist ein völlig neuer Arrangementstil (vor allem geprägt durch William David Brohn) populär geworden, bei dem nicht mehr ständig das komplette Orchester in verschiedenen Lautstärken spielt, sondern immer nur ein paar wenige Instrumente zusammen, die aber elektronisch verstärkt werden.

## Bekannte Arrangeure

### Arrangeure von großen dramatischen Werken (meist Musicals)
- Robert Russell Bennett (u. a. die Musicals Oklahoma, South Pacific, The King And I und The Sound of Music)
- William D. Brohn (u. a. die Musicals Miss Saigon, Crazy For You, The Secret Garden und Ragtime)
- Ralph Burns (u. a. die Musicals Funny Girl, Sweet Charity und Chicago)
- David Cullen (u. a. die Musicals Cats, Starlight Express, The Phantom of the Opera und Sunset Boulevard)
- Michael Gibson (u. a. die Musicals Anything Goes und Kiss of the Spiderwoman)
- Danny Troob (u. a. Disney’s Beauty And The Beast)
- Jonathan Tunick (u. a. die Musicals Follies, Sweeney Todd, Into the Woods und Titanic)
- Thorsten Wszolek (u. a. die Neufassungen der Musicals My Fair Lady, Brigadoon, Gigi und Camelot)

### Arrangeure für Orchester und Big Band
| - Count Basie - Les Baxter - Irving Berlin - Carla Bley - Francy Boland - Helmut Brandt - Bob Brookmeyer - Billy Byers - Don Costa - Matt Dennis - Eumir Deodato - Tommy Dorsey - Duke Ellington - Alexander Erbrich-Crawford - Gil Evans - Percy Faith - Chico O’Farrill - Dani Felber - Bruce Fowler - Joki Freund - Markus Fritsch - Harry Frommermann - Michael Gibbs - Jerry Gray - Bob Hammer - Neal Hefti | - Peter Herbolzheimer - Fletcher Henderson - Bill Holman - Gordon Jenkins - Quincy Jones - Thad Jones - Bert Kaempfert - Kurt Kaiser - Stan Kenton - Heinz Kiessling - Alexander Krampe - Paul Kuhn - James Last - Michel Legrand - Günter Lenz - Toni Leutwiler (Tom Wyler) - Melba Liston - Henry Mancini - Johnny Mandel - Billy May - Jay McShann - Sérgio Mendes - Vince Mendoza - Glenn Miller - Charles Mingus | - Hugo Montenegro - Gerry Mulligan - Sammy Nestico - Claus Ogerman - Pino Presti - Don Redman - Dieter Reith - Nelson Riddle - Waldo de los Ríos - Pete Rugolo - George Russell - Bill Russo - Maria Schneider - Gunther Schuller - Don Sebesky - Axel Stordahl - Billy Strayhorn - Andreas N. Tarkmann - Joe Völker - Wilhelm Wieprecht - Mary Lou Williams - George Dale Williams - Franz Wittenbrink - Erik van der Wurff - Torrie Zito |